# Rudolf Troppert
Rudolf Troppert (Vienna, 26 marzo 1909 – Vienna, 8 febbraio 1999) è stato un sollevatore austriaco.

## Carriera
Affiliato nella squadra Ursus Wien, prese parte a numerose competizioni nazionali e internazionali e stabilì anche alcuni record mondiali nella classe dei pesi piuma. Ai Giochi olimpici di Berlino del 1936 si classificò al nono posto nella categoria dei pesi leggeri. Ai campionati europei conquistò la medaglia d'argento nel 1929 e quella di bronzo nel 1931.